# Mellan Tjärhället
Mellan Tjärhället är en ö i Finland. Den ligger i Finska viken och i kommunen Sibbo i den ekonomiska regionen  Helsingfors i landskapet Nyland, i den södra delen av landet. Ön ligger omkring 20 kilometer öster om Helsingfors.
Öns area är 1 hektar och dess största längd är 140 meter i nord-sydlig riktning. Närmaste större samhälle är Nordsjö, 11,7 km nordväst om Mellan Tjärhället.